# 波拉德普尔
波拉德普尔（Poladpur），是印度马哈拉施特拉邦赖加德县的一个城镇。总人口5297（2001年）。

## 人口
该地2001年总人口5297人，其中男性2660人，女性2637人；0—6岁人口704人，其中男360人，女344人；识字率74.17%，其中男性为79.40%，女性为68.90%。